# Vattengas
Med vattengas avser man två olika saker. I gamla svenska texter förekommer ordet vattengas i betydelsen vattenånga. Men i modern tid har det kommit att beteckna en gas som bildas i en viss process. När kol reagerar med vatten under en hög temperatur bildas vätgas och kolmonoxid. Denna blandning kallas vattengas.
Produktionen av vattengas i gasverk och dess användning i städer började slå igenom på 1880-talet. En svensk pionjär var Otto Fahnehjelm. Bland annat på grund av dödligheten blev inte vattengas standard.
Vattengasreaktionen som den lärdes ut på KTH 1950 var C + H2O = CO + H2  Reaktionen går åt höger vid höga temperaturer.  Alltså, reaktionsprodukterna är kolmonoxid och vätgas. Dessutom går reaktionen C + CO2 = 2CO åt höger vid höga temperaturer. Koldioxid får svårt att finnas vid höga temperaturer.